# Fabbrica Italiana Automobili e Motori
Fabbrica Italiana Automobili e Motori war ein italienischer Hersteller von Automobilen.

## Unternehmensgeschichte
Das Unternehmen aus Turin war zunächst ein Zweigwerk von Marzoli, Magri & C. aus Brescia. Der Schwerpunkt lag auf der Produktion von Motoren. Der Markenname lautete FIAM. 1923 folgte die Liquidation. Der Ingenieur Peano gründete 1924 das Unternehmen neu. 1927 endete die Produktion.

## Fahrzeuge
Im Angebot standen die Modelle A, B und C. In den beiden erstgenannten Modellen kam ein Vierzylinder-Viertaktmotor mit 750 cm³ Hubraum zum Einsatz. Das Modell C wurde von einem Zweizylinder-Zweitaktmotor mit 706 cm³ mit 75 mm Bohrung und 80 mm Hub oder 750 cm³ Hubraum angetrieben. Es gab die Karosserieformen Limousine, dreisitziges Torpedo, Sportwagen und Spider. Der Radstand betrug 2320 mm, die Gesamtlänge 3050 mm, die Fahrzeugbreite 1300 mm bei einer Spurweite von 1160 mm. Das Wagengewicht lag bei 530 kg. Die Motorleistung des 706 cm³ Motors lag bei 14 PS und der Wagen erzielte damit eine Höchstgeschwindigkeit von 75 km/h.

## Lizenzvergabe
Weiss aus Ungarn erwarb eine Lizenz des Vierzylindermodells.